# Amphiophiura indica
Amphiophiura indica is een slangster uit de familie Ophiuridae.
De wetenschappelijke naam van de soort werd in 1888 gepubliceerd door Johannes Georg Brock.